# Thomas Button
Thomas Button (fallecido en abril de 1634) fue un oficial de la Marina Real Británica y explorador inglés que en 1612-13 comandó una expedición que intentó localizar sin éxito al también explorador Henry Hudson y el «total y perfecto descubrimiento del Paso del Noroeste». Fue, sin embargo, un viaje de importantes descubrimientos, como las tierras que el llamó Nueva Gales del Norte y del Sur (en la bahía de Hudson), la tierra de Carey's-Swans-Nest, los cabos de Southampton y Pembroke, isla Mansel, Isla Button (frente a la punta de la península del Labrador, en el inicio del estrecho de Hudson) y la pequeña bahía Button, en la bahía de Hudson próxima a la desembocadura del río Churchill). 

## La expedición a la bahía de Hudson

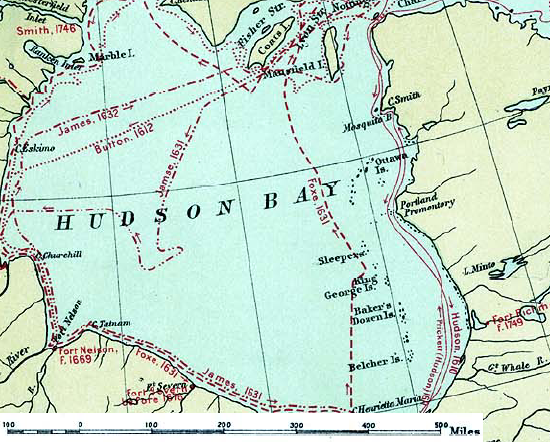
Mapa mostrando las expediciones en bahía Hudson, entre ellas, la de Button en 1632.

Thomas Botón partió de Inglaterra a principios de mayo de 1612, en una expedición patrocinada por la «Company of the Merchants Discoverers of the North-West Passage» (conocida como «The Northwest Company») a la búsqueda de Henry Hudson, que el año anterior había sido abandonado por su tripulación amotinada en bahía de Hudson. Zarpó a cargo de dos buques, el HMS Resolution y el HMS Discovery y contó con Robert Bylot como piloto, que había participado con Hudson en el viaje del año anterior. El diario de Button se ha perdido, pero conforme a los fragmentos conservados en el North-west Fox (publicado en 1635 por Luke Foxe) y los resúmenes de la prensa de Sir Thomas Roe), Button habría penetrado en estrecho de Hudson, dándole el nombre de su propio buque a la isla que se encuentra al inicio de ese paso (Isla Resolution). Luego habría navegado al suroeste, por las aguas de la que ahora se denomina bahía de Hudson, y habría llegado a tierra en un punto que él llamó Hopes Checkt. Luego navegaría hacia el sur e invernaría en Port Nelson, en la desembocadura del río Nelson, al que también habría dado nombre en memoria de Robert Nelson, capitán del Resolution que murió allí. El invierno fue muy duro, y Button perdió muchos hombres, pero en la primavera del año siguiente se dirigió hacia el norte para buscar el Paso del Noroeste, en una zona que llamó Nueva Gales. Navegando con incertidumbre entre la niebla y las tormentas, Button probablemente llegó a su punto más al norte hacia finales de julio, en el canal después llamado Roes Welcome Sound, en una latitud de 65° N. Perdieron el Resolution en el hielo y continuaron hacia el sur, creyendo erróneamente que entraban en una nueva bahía. En agosto llegó a una nueva isla, situada en la entrada norte de bahía Hudson, a la que dio el nombre de su amigo y pariente, Isla Mansel. De mala gana decidió regresar a Inglaterra, donde arribó en septiembre de 1613. 

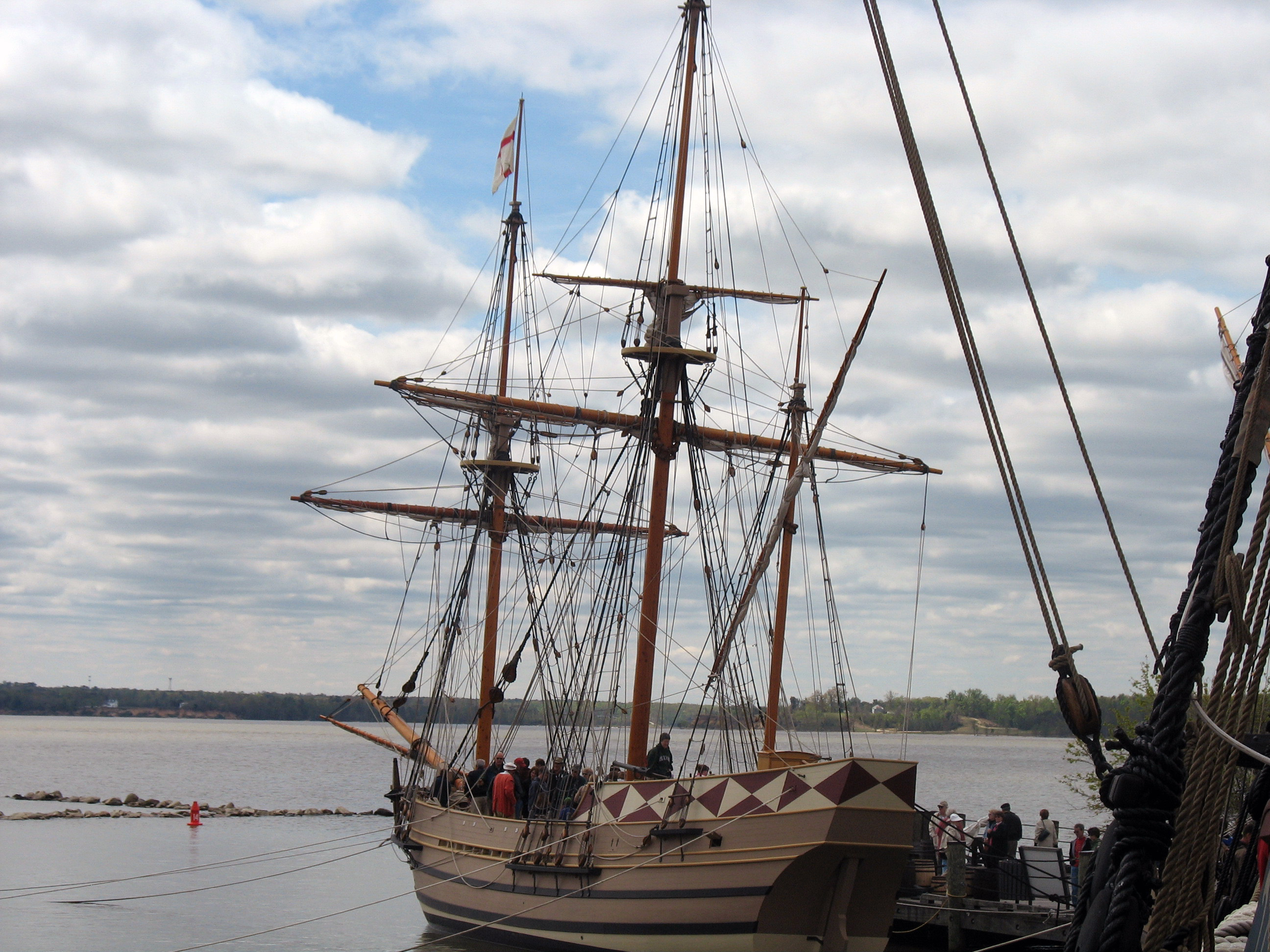
Réplica del Discovery (Jamestown Settlement).

En 1631 Button fue consultado para planificar los viajes que nuevamente los comerciantes de Londres y Bristol patrocinaban en busca del ansiado Paso del Noroeste, comandados en esta ocasión por Thomas James y Luke Fox. En esa época, Button todavía confiaba en la existencia «que confidencialmente pensaba que existía un paso como hay entre Calais y Dover o entre Holy Head e Irlanda».
Continuó como marino teniendo una exitosa carrera naval y llegó a convertirse en almirante, aunque tuvo una larga disputa con el Almirantazgo que fue resuelta a su favor poco antes de su muerte.
El escritor inglés Samuel Purchas (1575?-1626) recogió un fragmento de su diario perdido en la obra «Hakluytus Posthumus» o «Purchas his Pilgrimes, contayning a History of the World in Sea Voyages and Lande Travells, by Englishmen and others», publicado en 4 volúmenes en 1625.